# Poreč Trophy 2018
Il Poreč Trophy 2018, trentaquattresima edizione della corsa, valido come evento dell'UCI Europe Tour 2018 categoria 1.2, si svolse il 3 marzo 2018 su un percorso totale di circa 154 km. Fu vinto dal lettone Emīls Liepiņš, che terminò la gara in 3h23'33" alla media di 45,98 km/h battendo in uno sprint il danese Asbjørn Kragh Andersen, arrivato secondo, e il serbo Dušan Rajović, piazzatosi terzo.
Alla partenza erano presenti 173 ciclisti, dei quali 142 portarono a termine la gara.

## Squadre e corridori partecipanti
| N.    | Cod. | Squadra                |
| ----- | ---- | ---------------------- |
| 1-6   | MBS  | My Bike-Stevens        |
| 7-12  | MKT  | Meridiana-Kamen Team   |
| 13-18 | ADR  | Adria Mobil            |
| 19-24 | LJU  | Ljubljana Gusto Xaurum |
| 25-30 | ONE  | ONE Pro Cycling        |
| 31-36 |      | IAM Excelsior          |
| 37-42 |      | CK Pribram-Fany Gastro |
| 43-48 | TCO  | Team Coop              |
| 49-54 |      | Veloclub Ratisbona     |
| 55-60 |      | Hermann Radteam        |
| 61-66 |      | KK Kranj               |
| 67-72 | TVC  | Virtu Cycling          |
| 73-78 | PNN  | Pannon Cycling Team    |
| 79-84 |      | TJ Favorit Brno        |
| 85-90 |      | P&S Team Thüringen     |

| N.      | Cod. | Squadra                      |
| ------- | ---- | ---------------------------- |
| 91-96   |      | KED Stevens Radteam Berlin   |
| 97-103  | TIR  | Tirol Cycling Team           |
| 104-109 | JLT  | JLT Condor                   |
| 110-115 | ELA  | Elkov-Author                 |
| 116-121 | RSW  | Team Felbermayr-Simplon Wels |
| 122-125 |      | KK Bled                      |
| 126-131 | DSU  | Development Team Sunweb      |
| 132-137 | LKT  | LKT Team Brandenburg         |
| 138-142 | WSA  | WSA-Pushbikers               |
| 143-147 |      | Wohnbefinden Graz Arbo       |
| 148-153 |      | Israel Cycling Academy Devo  |
| 154-159 |      | Topforex-Lapierre            |
| 160-164 | AAS  | AGO-Aqua Service             |
| 165-170 | VOL  | Team Vorarlberg Santic       |
| 171-176 |      | MebloJogi-Kult-Solkan        |

## Ordine d'arrivo (Top 10)
| Pos. | Corridore              | Squadra       | Tempo     |
| ---- | ---------------------- | ------------- | --------- |
| 1    | Emīls Liepiņš          | ONE           | 3h23'33"" |
| 2    | Asbjørn Kragh Andersen | Virtu Cycling | s.t.      |
| 3    | Dušan Rajović          | Adria Mobil   | s.t.      |
| 4    | Tadej Pogačar          | Ljubljana     | s.t.      |
| 5    | Gašper Katrašnik       | Adria Mobil   | s.t.      |
| 6    | Krister Hagen          | Team Coop     | s.t.      |
| 7    | Joeri Stallaert        | Vorarlberg    | s.t.      |
| 8    | Gian Friesecke         | Vorarlberg    | s.t.      |
| 9    | Thomas Stewart         | JLT Condor    | s.t.      |
| 10   | Filippo Fortin         | Felbermayr    | s.t.      |